# 拉丁頓 (蒙大拿州)
拉丁頓（英語：Ludington）是位於美國蒙大拿州里奇蘭縣的非建制地區。

## 地理
拉丁頓所處的海拔為高於海平面583米（即1913英呎），而該地所採用的時區為UTC-6，即北美山地時區（MST）。同時該地設有夏令時間，為UTC-7調快一小時，即UTC-6（MDT）。